# Tour de Ski 2011/2012
Tour de Ski 2011/2012 – szósta edycja tej prestiżowej imprezy w biegach narciarskich, która rozpoczęła się 29 grudnia 2011 roku, a zakończyła 8 stycznia 2012 roku. Tytułu wywalczonego rok wcześniej bronił wśród mężczyzn Szwajcar Dario Cologna, a wśród kobiet Polka Justyna Kowalczyk.
Jak przed rokiem Tour rozpoczął się w Niemczech, gdzie odbyły się po dwa konkursy w Oberhofie i w Oberstdorfie. Następnie rozegrano pięć konkursów we Włoszech – trzy w Toblach i dwa w Val di Fiemme.
W klasyfikacji kobiet po raz trzeci (z rzędu) wygrała Justyna Kowalczyk, a wśród mężczyzn Szwajcar Dario Cologna, który zwyciężył również po raz trzeci (2008/2009, 2010/2011, 2011/2012).

## Klasyfikacja generalna

### Kobiety
| Miejsce | Imię i nazwisko      | Narodowość        | Oberhof Msc./Pkt | Oberhof Msc./Pkt | Oberstdorf Msc./Pkt | Oberstdorf Msc./Pkt | Toblach Msc./Pkt | Toblach Msc./Pkt | Toblach Msc./Pkt | Val di Fiemme Msc./Pkt | Val di Fiemme Msc./Pkt | Tour-Punkty | PŚ-punkty razem |
| ------- | -------------------- | ----------------- | ---------------- | ---------------- | ------------------- | ------------------- | ---------------- | ---------------- | ---------------- | ---------------------- | ---------------------- | ----------- | --------------- |
| 1       | Justyna Kowalczyk    | Polska            | 1/50 p.          | 1/50 p.          | 1/50 p.             | 2/46 p.             | 2/46 p.          | 3/43 p.          | 2/46 p.          | 1/50 p.                | 2/46 p.                | 400         | 827             |
| 2       | Marit Bjørgen        | Norwegia          | 2/46 p.          | 3/43 p.          | 2/46 p.             | 1/50 p.             | 1/50 p.          | 1/50 p.          | 1/50 p.          | 2/46 p.                | 3/43 p.                | 320         | 744             |
| 3       | Therese Johaug       | Norwegia          | 11/24 p.         | 2/46 p.          | 18/13 p.            | 3/43 p.             | 6/34 p.          | 29/2 p.          | 3/43 p.          | 11/24 p.               | 1/50 p.                | 240         | 519             |
| 4       | Krista Lähteenmäki   | Finlandia         | 18/13 p.         | 5/37 p.          | 12/22 p.            | 9/28 p.             | 7/32 p.          | 13/20 p.         | 4/40 p.          | 9/28 p.                | 7/32 p.                | 200         | 452             |
| 5       | Marthe Kristoffersen | Norwegia          | 5/37 p.          | 14/18 p.         | 30/1 p.             | 10/26 p.            | 9/28 p.          | 6/34 p.          | 6/34 p.          | 10/26 p.               | 4/40 p.                | 180         | 424             |
| 6       | Katrin Zeller        | Niemcy            | 26/5 p.          | 9/28 p.          | 20/11 p.            | 14/18 p.            | 12/22 p.         | 19/12 p.         | 9/28 p.          | 6/34 p.                | 6/34 p.                | 160         | 352             |
| 7       | Charlotte Kalla      | Szwecja           | 9/28 p.          | 11/24 p.         | 8/30 p.             | 6/34 p.             | 17/14 p.         | 11/24 p.         | 7/32 p.          | 3/43 p.                | 16/15 p.               | 144         | 388             |
| 8       | Astrid Jacobsen      | Norwegia          | 13/20 p.         | 30/1 p.          | 3/43 p.             | 26/5 p.             | 3/43 p.          | 17/14 p.         | 8/30 p.          | 20/11 p.               | 10/26 p.               | 128         | 321             |
| 9       | Aino-Kaisa Saarinen  | Finlandia         | 7/32 p.          | 4/40 p.          | 16/15 p.            | 18/13 p.            | 15/16 p.         | 32/0 p.          | 12/22 p.         | 4/40 p.                | 13/20 p.               | 116         | 314             |
| 10      | Kikkan Randall       | Stany Zjednoczone | 10/26 p.         | 6/34 p.          | 9/28 p.             | 7/32 p.             | 29/2 p.          | 2/46 p.          | 5/37 p.          | 12/22 p.               | 22/9 p.                | 104         | 340             |

### Mężczyźni
| Miejsce | Imię i nazwisko   | Narodowość | Oberhof Msc./Pkt | Oberhof Msc./Pkt | Oberstdorf Msc./Pkt | Oberstdorf Msc./Pkt | Toblach Msc./Pkt | Toblach Msc./Pkt | Toblach Msc./Pkt | Val di Fiemme Msc./Pkt | Val di Fiemme Msc./Pkt | Tour-Punkty | PŚ-punkty razem |
| ------- | ----------------- | ---------- | ---------------- | ---------------- | ------------------- | ------------------- | ---------------- | ---------------- | ---------------- | ---------------------- | ---------------------- | ----------- | --------------- |
| 1       | Dario Cologna     | Szwajcaria | 2/46 p.          | 3/43 p.          | 5/37 p.             | 2/46 p.             | 3/43 p.          | 3/43 p.          | 1/50 p.          | 3/43 p.                | 16/15 p.               | 400         | 766             |
| 2       | Marcus Hellner    | Szwecja    | 4/40 p.          | 29/2 p.          | 9/28 p.             | 4/40 p.             | 48/0 p.          | 21/10 p.         | 5/37 p.          | 11/24 p.               | 3/43 p.                | 320         | 544             |
| 3       | Petter Northug    | Norwegia   | 1/50 p.          | 2/46 p.          | 6/34 p.             | 1/50 p.             | 12/22 p.         | 2/46 p.          | 2/46 p.          | 4/40 p.                | 24/7 p.                | 240         | 581             |
| 4       | Devon Kershaw     | Kanada     | 12/22 p.         | 15/16 p.         | 11/24 p.            | 6/34 p.             | 18/13 p.         | 13/20 p.         | 4/40 p.          | 6/34 p.                | 18/13 p.               | 200         | 416             |
| 5       | Aleksandr Legkow  | Rosja      | 7/32 p.          | 4/40 p.          | 13/20 p.            | 13/20 p.            | 1/50 p.          | 22/9 p.          | 3/43 p.          | 27/4 p.                | 1/50 p.                | 180         | 448             |
| 6       | Lukáš Bauer       | Czechy     | 27/4 p.          | 7/32 p.          | 70/0 p.             | 15/16 p.            | 4/40 p.          | 47/0 p.          | 8/30 p.          | 12/22 p.               | 8/30 p.                | 160         | 334             |
| 7       | Maurice Manificat | Francja    | 3/43 p.          | 16/15 p.         | 8/30 p.             | 11/24 p.            | 13/20 p.         | 31/0 p.          | 6/34 p.          | 35/0 p.                | 2/46 p.                | 144         | 356             |
| 8       | Maksim Wylegżanin | Rosja      | 9/28 p.          | 22/9 p.          | 7/32 p.             | 3/43 p.             | 11/24 p.         | 37/0 p.          | 10/26 p.         | 18/13 p.               | 20/11 p.               | 128         | 314             |
| 9       | Martin Jakš       | Czechy     | 43/0 p.          | 28/3 p.          | 29/2 p.             | 8/30 p.             | 19/13 p.         | 16/15 p.         | 11/24 p.         | 14/18 p.               | 12/22 p.               | 116         | 243             |
| 10      | Ilja Czernousow   | Rosja      | 5/37 p.          | 8/30 p.          | 30/1 p.             | 32/0 p.             | 5/37 p.          | 11/24 p.         | 7/32 p.          | 20/11 p.               | 15/16 p.               | 104         | 292             |

## Czołówki zawodów

### Kobiety
| Lp | Data            | Miejscowość   | Dystans                           | 1 miejsce         | 2 miejsce         | 3 miejsce         |
| -- | --------------- | ------------- | --------------------------------- | ----------------- | ----------------- | ----------------- |
| 1. | 29 grudnia 2011 | Oberhof       | 3,1 km s. dowolnym (prolog)       | Justyna Kowalczyk | Marit Bjørgen     | Hanna Brodin      |
| 2. | 30 grudnia 2011 | Oberhof       | 10 km s. klasycznym (handicap)    | Justyna Kowalczyk | Therese Johaug    | Marit Bjørgen     |
| 3. | 31 grudnia 2011 | Oberstdorf    | Sprint s. klasycznym              | Justyna Kowalczyk | Marit Bjørgen     | Astrid Jacobsen   |
| 4. | 1 stycznia 2012 | Oberstdorf    | Bieg łączony na 10 km             | Marit Bjørgen     | Justyna Kowalczyk | Therese Johaug    |
| 5. | 3 stycznia 2012 | Toblach       | 3 km s. klasycznym                | Marit Bjørgen     | Justyna Kowalczyk | Astrid Jacobsen   |
| 6. | 4 stycznia 2012 | Toblach       | Sprint s. dowolnym                | Marit Bjørgen     | Kikkan Randall    | Justyna Kowalczyk |
| 7. | 5 stycznia 2012 | Toblach       | 15 km s. dowolnym (handicap)      | Marit Bjørgen     | Justyna Kowalczyk | Therese Johaug    |
| 8. | 7 stycznia 2012 | Val di Fiemme | 10 km s. klasycznym (bieg masowy) | Justyna Kowalczyk | Marit Bjørgen     | Charlotte Kalla   |
| 9. | 8 stycznia 2012 | Val di Fiemme | 9 km s. dowolnym (handicap)       | Therese Johaug    | Justyna Kowalczyk | Marit Bjørgen     |

### Mężczyźni
| Lp | Data            | Miejscowość   | Dystans                           | 1 miejsce        | 2 miejsce          | 3 miejsce         |
| -- | --------------- | ------------- | --------------------------------- | ---------------- | ------------------ | ----------------- |
| 1. | 29 grudnia 2011 | Oberhof       | 4,0 km s. dowolnym (prolog)       | Petter Northug   | Dario Cologna      | Maurice Manificat |
| 2. | 30 grudnia 2011 | Oberhof       | 15 km s. klasycznym (handicap)    | Axel Teichmann   | Petter Northug     | Dario Cologna     |
| 3. | 31 grudnia 2011 | Oberstdorf    | Sprint s. klasycznym              | Nikita Kriukow   | Aleksiej Pietuchow | Nikołaj Moriłow   |
| 4. | 1 stycznia 2012 | Oberstdorf    | Bieg łączony na 20 km             | Petter Northug   | Dario Cologna      | Maksim Wylegżanin |
| 5. | 3 stycznia 2012 | Toblach       | 5 km s. klasycznym                | Aleksandr Legkow | Eldar Rønning      | Dario Cologna     |
| 6. | 4 stycznia 2012 | Toblach       | Sprint s. dowolnym                | Nikołaj Moriłow  | Petter Northug     | Dario Cologna     |
| 7. | 5 stycznia 2012 | Toblach       | 35 km s. dowolnym (handicap)      | Dario Cologna    | Petter Northug     | Aleksandr Legkow  |
| 8. | 7 stycznia 2012 | Val di Fiemme | 20 km s. klasycznym (bieg masowy) | Eldar Rønning    | Alex Harvey        | Dario Cologna     |
| 9. | 8 stycznia 2012 | Val di Fiemme | 9 km s. dowolnym (handicap)       | Aleksandr Legkow | Maurice Manificat  | Marcus Hellner    |

## Przebieg zawodów

### Kobiety

#### 3,1 km s. dowolnym (prolog)
29 grudnia 2011

 Oberhof, Niemcy
| Msc. | Zawodniczka          | Reprezentacja     | Czas   | Punkty PŚ |
| ---- | -------------------- | ----------------- | ------ | --------- |
| 1.   | Justyna Kowalczyk    | Polska            | 7:03,7 | 50        |
| 2.   | Marit Bjørgen        | Norwegia          | +0,4   | 46        |
| 3.   | Hanna Brodin         | Szwecja           | +4,0   | 43        |
| 4.   | Riikka Sarasoja      | Finlandia         | +4,1   | 40        |
| 5.   | Marthe Kristoffersen | Norwegia          | +4,2   | 37        |
| 6.   | Riitta-Liisa Roponen | Finlandia         | +6,3   | 34        |
| 7.   | Aino-Kaisa Saarinen  | Finlandia         | +6,5   | 32        |
| 8.   | Natalja Korostielowa | Rosja             | +6,9   | 30        |
| 9.   | Charlotte Kalla      | Szwecja           | +7,0   | 28        |
| 10.  | Kikkan Randall       | Stany Zjednoczone | +7,2   | 26        |
| . .  |                      |                   |        |           |
| 52.  | Sylwia Jaśkowiec     | Polska            | +32,6  | —         |
| 57.  | Ewelina Marcisz      | Polska            | +35,5  | —         |
| 69.  | Paulina Maciuszek    | Polska            | +40,3  | —         |

| Msc. | Zawodniczka          | Reprezentacja | Czas   |
| ---- | -------------------- | ------------- | ------ |
| 1.   | Justyna Kowalczyk    | Polska        | 6:48,7 |
| 2.   | Marit Bjørgen        | Norwegia      | +5,4   |
| 3.   | Hanna Brodin         | Szwecja       | +14,0  |
| 4.   | Riikka Sarasoja      | Finlandia     | +19,1  |
| 5.   | Marthe Kristoffersen | Norwegia      | +19,2  |

| Msc. | Zawodniczka       | Reprezentacja | Punkty |
| ---- | ----------------- | ------------- | ------ |
| 1.   | Justyna Kowalczyk | Polska        | 15     |
| 2.   | Marit Bjørgen     | Norwegia      | 10     |
| 3.   | Hanna Brodin      | Szwecja       | 5      |

#### 10 km s. klasycznym (handicap)
30 grudnia 2011

 Oberhof, Niemcy
| Msc. | Zawodniczka         | Reprezentacja     | Czas    | Punkty PŚ |
| ---- | ------------------- | ----------------- | ------- | --------- |
| 1.   | Justyna Kowalczyk   | Polska            | 25:15,7 | 50        |
| 2.   | Therese Johaug      | Norwegia          | +0,2    | 46        |
| 3.   | Marit Bjørgen       | Norwegia          | +7,1    | 43        |
| 4.   | Aino-Kaisa Saarinen | Finlandia         | +16,3   | 40        |
| 5.   | Krista Lähteenmäki  | Finlandia         | +53,4   | 37        |
| 6.   | Kikkan Randall      | Stany Zjednoczone | +58,6   | 34        |
| 7.   | Kerttu Niskanen     | Finlandia         | +59,6   | 32        |
| 8.   | Stefanie Böhler     | Niemcy            | +59,9   | 30        |
| 9.   | Katrin Zeller       | Niemcy            | +1:00,1 | 28        |
| 10.  | Masako Ishida       | Japonia           | +1:03,0 | 26        |
| . .  |                     |                   |         |           |
| 64.  | Ewelina Marcisz     | Polska            | +3:57,4 | —         |
| 67.  | Paulina Maciuszek   | Polska            | +4:09,2 | —         |
| DNS  | Sylwia Jaśkowiec    | Polska            | –       | —         |

| Msc. | Zawodniczka         | Reprezentacja | Czas    |
| ---- | ------------------- | ------------- | ------- |
| 1.   | Justyna Kowalczyk   | Polska        | 31:49,4 |
| 2.   | Therese Johaug      | Norwegia      | +5,2    |
| 3.   | Marit Bjørgen       | Norwegia      | +17,1   |
| 4.   | Aino-Kaisa Saarinen | Finlandia     | +31,3   |
| 5.   | Krista Lähteenmäki  | Finlandia     | +1:08,4 |

| Msc. | Zawodniczka       | Reprezentacja | Punkty |
| ---- | ----------------- | ------------- | ------ |
| 1.   | Justyna Kowalczyk | Polska        | 30     |
| 2.   | Marit Bjørgen     | Norwegia      | 15     |
| 3.   | Therese Johaug    | Norwegia      | 10     |

#### Sprint s. klasycznym
31 grudnia 2011

 Oberstdorf, Niemcy
| Msc.     | Zawodniczka              | Reprezentacja     | Czas   | Punkty PŚ |
| -------- | ------------------------ | ----------------- | ------ | --------- |
| 1.       | Justyna Kowalczyk        | Polska            | 2:45,3 | 50        |
| 2.       | Marit Bjørgen            | Norwegia          | +3,2   | 46        |
| 3.       | Astrid Jacobsen          | Norwegia          | +6,3   | 43        |
| 4.       | Natalja Matwiejewa       | Rosja             | +8,0   | 40        |
| 5.       | Ida Ingemarsdotter       | Szwecja           | +13,1  | 37        |
| 6.       | Aurore Jean              | Francja           | +13,8  | 34        |
| Półfinał |                          |                   |        |           |
| 7.       | Anastasija Docenko       | Rosja             | –      | 32        |
| 8.       | Ingvild Flugstad Østberg | Norwegia          | –      | 30        |
| 9.       | Charlotte Kalla          | Szwecja           | –      | 28        |
| 10.      | Kikkan Randall           | Stany Zjednoczone | –      | 26        |
| 11.      | Vesna Fabjan             | Słowenia          | –      | 24        |
| 12.      | Krista Lähteenmäki       | Finlandia         | –      | 22        |
| . .      |                          |                   |        |           |
| 64.      | Paulina Maciuszek        | Polska            | –      | —         |
| 69.      | Ewelina Marcisz          | Polska            | –      | —         |

| Msc. | Zawodniczka         | Reprezentacja     | Czas    |
| ---- | ------------------- | ----------------- | ------- |
| 1.   | Justyna Kowalczyk   | Polska            | 33:39,2 |
| 2.   | Marit Bjørgen       | Norwegia          | +22,2   |
| 3.   | Therese Johaug      | Norwegia          | +1:01,4 |
| 4.   | Aino-Kaisa Saarinen | Finlandia         | +1:26,0 |
| 5.   | Kikkan Randall      | Stany Zjednoczone | +1:40,8 |

| Msc. | Zawodniczka       | Reprezentacja | Punkty |
| ---- | ----------------- | ------------- | ------ |
| 1.   | Justyna Kowalczyk | Polska        | 90     |
| 2.   | Marit Bjørgen     | Norwegia      | 71     |
| 3.   | Astrid Jacobsen   | Norwegia      | 52     |

#### Bieg łączony na 10 km
1 stycznia 2012

 Oberstdorf, Niemcy
| Msc. | Zawodniczka            | Reprezentacja     | Czas    | Punkty PŚ |
| ---- | ---------------------- | ----------------- | ------- | --------- |
| 1.   | Marit Bjørgen          | Norwegia          | 27:16,0 | 50        |
| 2.   | Justyna Kowalczyk      | Polska            | +1,6    | 46        |
| 3.   | Therese Johaug         | Norwegia          | +1,8    | 43        |
| 4.   | Kristin Størmer Steira | Norwegia          | +35,3   | 40        |
| 5.   | Riikka Sarasoja        | Finlandia         | +45,3   | 37        |
| 6.   | Charlotte Kalla        | Szwecja           | +45,6   | 34        |
| 7.   | Kikkan Randall         | Stany Zjednoczone | +45,9   | 32        |
| 8.   | Riitta-Liisa Roponen   | Finlandia         | +46,4   | 30        |
| 9.   | Krista Lähteenmäki     | Finlandia         | +55,5   | 28        |
| 10.  | Marthe Kristoffersen   | Norwegia          | +58,1   | 26        |
| . .  |                        |                   |         |           |
| 64.  | Paulina Maciuszek      | Polska            | +5:07,4 | —         |
| DNF  | Ewelina Marcisz        | Polska            | –       | —         |

| Msc. | Zawodniczka         | Reprezentacja     | Czas      |
| ---- | ------------------- | ----------------- | --------- |
| 1.   | Justyna Kowalczyk   | Polska            | 1:00:19,8 |
| 2.   | Marit Bjørgen       | Norwegia          | +26,6     |
| 3.   | Therese Johaug      | Norwegia          | +1:06,6   |
| 4.   | Kikkan Randall      | Stany Zjednoczone | +3:02,1   |
| 5.   | Aino-Kaisa Saarinen | Finlandia         | +3:04,9   |

| Msc. | Zawodniczka       | Reprezentacja | Punkty |
| ---- | ----------------- | ------------- | ------ |
| 1.   | Justyna Kowalczyk | Polska        | 127    |
| 2.   | Marit Bjørgen     | Norwegia      | 102    |
| 3.   | Therese Johaug    | Norwegia      | 55     |

#### 3 km s. klasycznym
3 stycznia 2012

 Toblach, Włochy
| Msc. | Zawodniczka          | Reprezentacja | Czas    | Punkty PŚ |
| ---- | -------------------- | ------------- | ------- | --------- |
| 1.   | Marit Bjørgen        | Norwegia      | 10:49,2 | 50        |
| 2.   | Justyna Kowalczyk    | Polska        | +3,9    | 46        |
| 3.   | Astrid Jacobsen      | Norwegia      | +15,1   | 43        |
| 4.   | Nicole Fessel        | Niemcy        | +17,0   | 40        |
| 5.   | Stefanie Böhler      | Niemcy        | +17,2   | 37        |
| 6.   | Therese Johaug       | Norwegia      | +21,2   | 34        |
| 7.   | Krista Lähteenmäki   | Finlandia     | +23,2   | 32        |
| 8.   | Kateřina Smutná      | Austria       | +23,9   | 30        |
| 9.   | Marthe Kristoffersen | Norwegia      | +25,0   | 28        |
| 10.  | Anastasija Docenko   | Rosja         | +26,3   | 26        |
| . .  |                      |               |         |           |
| DNS  | Paulina Maciuszek    | Polska        | –       | —         |

| Msc. | Zawodniczka         | Reprezentacja | Czas      |
| ---- | ------------------- | ------------- | --------- |
| 1.   | Justyna Kowalczyk   | Polska        | 1:11:02,9 |
| 2.   | Marit Bjørgen       | Norwegia      | +17,7     |
| 3.   | Therese Johaug      | Norwegia      | +1:33,9   |
| 4.   | Krista Lähteenmäki  | Finlandia     | +3:43,5   |
| 5.   | Aino-Kaisa Saarinen | Finlandia     | +3:44,1   |

| Msc. | Zawodniczka       | Reprezentacja | Punkty |
| ---- | ----------------- | ------------- | ------ |
| 1.   | Justyna Kowalczyk | Polska        | 137    |
| 2.   | Marit Bjørgen     | Norwegia      | 117    |
| 3.   | Astrid Jacobsen   | Norwegia      | 57     |

#### Sprint s. dowolnym
4 stycznia 2012

 Toblach, Włochy
| Msc.     | Zawodniczka              | Reprezentacja     | Czas   | Punkty PŚ |
| -------- | ------------------------ | ----------------- | ------ | --------- |
| 1.       | Marit Bjørgen            | Norwegia          | 3:17,6 | 50        |
| 2.       | Kikkan Randall           | Stany Zjednoczone | +0,5   | 46        |
| 3.       | Justyna Kowalczyk        | Polska            | +2,3   | 43        |
| 4.       | Denise Herrmann          | Niemcy            | +4,7   | 40        |
| 5.       | Vesna Fabjan             | Słowenia          | +6,1   | 37        |
| 6.       | Marthe Kristoffersen     | Norwegia          | +8,7   | 34        |
| Półfinał |                          |                   |        |           |
| 7.       | Ingvild Flugstad Østberg | Norwegia          | –      | 32        |
| 8.       | Hanna Kolb               | Niemcy            | –      | 30        |
| 9.       | Aurore Jean              | Francja           | –      | 28        |
| 10.      | Eva Nývltová             | Czechy            | –      | 26        |
| 11.      | Charlotte Kalla          | Szwecja           | –      | 24        |
| 12.      | Heidi Weng               | Norwegia          | –      | 22        |

| Msc. | Zawodniczka       | Reprezentacja     | Czas      |
| ---- | ----------------- | ----------------- | --------- |
| 1.   | Justyna Kowalczyk | Polska            | 1:13:38,1 |
| 2.   | Marit Bjørgen     | Norwegia          | +4,8      |
| 3.   | Therese Johaug    | Norwegia          | +2:26,9   |
| 4.   | Kikkan Randall    | Stany Zjednoczone | +3:44,2   |
| 5.   | Charlotte Kalla   | Szwecja           | +4:12,1   |

| Msc. | Zawodniczka       | Reprezentacja     | Punkty |
| ---- | ----------------- | ----------------- | ------ |
| 1.   | Justyna Kowalczyk | Polska            | 189    |
| 2.   | Marit Bjørgen     | Norwegia          | 177    |
| 3.   | Kikkan Randall    | Stany Zjednoczone | 92     |

#### 15 km s. dowolnym (handicap)
5 stycznia 2012

 Toblach, Włochy
| Msc. | Zawodniczka              | Reprezentacja     | Czas    | Punkty PŚ |
| ---- | ------------------------ | ----------------- | ------- | --------- |
| 1.   | Marit Bjørgen            | Norwegia          | 39:01,1 | 50        |
| 2.   | Justyna Kowalczyk        | Polska            | +2,0    | 46        |
| 3.   | Therese Johaug           | Norwegia          | +3:16,9 | 43        |
| 4.   | Krista Lähteenmäki       | Finlandia         | +4:42,2 | 40        |
| 5.   | Kikkan Randall           | Stany Zjednoczone | +4:58,3 | 37        |
| 6.   | Marthe Kristoffersen     | Norwegia          | +4:58,7 | 34        |
| 7.   | Charlotte Kalla          | Szwecja           | +4:58,8 | 32        |
| 8.   | Astrid Jacobsen          | Norwegia          | +5:10,8 | 30        |
| 9.   | Katrin Zeller            | Niemcy            | +5:10,9 | 28        |
| 10.  | Ingvild Flugstad Østberg | Norwegia          | +5:29,9 | 26        |

| Msc. | Zawodniczka        | Reprezentacja     | Czas      |
| ---- | ------------------ | ----------------- | --------- |
| 1.   | Marit Bjørgen      | Norwegia          | 1:52:24,2 |
| 2.   | Justyna Kowalczyk  | Polska            | +7,0      |
| 3.   | Therese Johaug     | Norwegia          | +3:26,9   |
| 4.   | Krista Lähteenmäki | Finlandia         | +4:57,2   |
| 5.   | Kikkan Randall     | Stany Zjednoczone | +5:13,3   |

| Msc. | Zawodniczka       | Reprezentacja     | Punkty |
| ---- | ----------------- | ----------------- | ------ |
| 1.   | Justyna Kowalczyk | Polska            | 199    |
| 2.   | Marit Bjørgen     | Norwegia          | 192    |
| 3.   | Kikkan Randall    | Stany Zjednoczone | 92     |

#### 10 km s. klasycznym (bieg masowy)
7 stycznia 2012

 Val di Fiemme, Włochy
| Msc. | Zawodniczka          | Reprezentacja | Czas    | Punkty PŚ |
| ---- | -------------------- | ------------- | ------- | --------- |
| 1.   | Justyna Kowalczyk    | Polska        | 25:49,8 | 50        |
| 2.   | Marit Bjørgen        | Norwegia      | +7,5    | 46        |
| 3.   | Charlotte Kalla      | Szwecja       | +31,0   | 43        |
| 4.   | Aino-Kaisa Saarinen  | Finlandia     | +33,6   | 40        |
| 5.   | Julija Iwanowa       | Rosja         | +42,3   | 37        |
| 6.   | Katrin Zeller        | Niemcy        | +46,5   | 34        |
| 7.   | Masako Ishida        | Japonia       | +47,1   | 32        |
| 8.   | Polina Miedwiediewa  | Rosja         | +48,0   | 30        |
| 9.   | Krista Lähteenmäki   | Finlandia     | +49,2   | 28        |
| 10.  | Marthe Kristoffersen | Norwegia      | +49,9   | 26        |

| Msc. | Zawodniczka        | Reprezentacja | Czas      |
| ---- | ------------------ | ------------- | --------- |
| 1.   | Justyna Kowalczyk  | Polska        | 2:17,36,0 |
| 2.   | Marit Bjørgen      | Norwegia      | +11,5     |
| 3.   | Therese Johaug     | Norwegia      | +4:49,1   |
| 4.   | Charlotte Kalla    | Szwecja       | +6:02,8   |
| 5.   | Krista Lähteenmäki | Finlandia     | +6:14,4   |

| Msc. | Zawodniczka       | Reprezentacja | Punkty |
| ---- | ----------------- | ------------- | ------ |
| 1.   | Justyna Kowalczyk | Polska        | 244    |
| 2.   | Marit Bjørgen     | Norwegia      | 226    |
| 3.   | Charlotte Kalla   | Szwecja       | 100    |

#### 9 km s. dowolnym (handicap)
8 stycznia 2012

 Val di Fiemme, Włochy
| Msc. | Zawodniczka          | Reprezentacja     | Czas    | Punkty PŚ |
| ---- | -------------------- | ----------------- | ------- | --------- |
| 1.   | Therese Johaug       | Norwegia          | 34:17,7 | 50        |
| 2.   | Justyna Kowalczyk    | Polska            | +51,3   | 46        |
| 3.   | Marit Bjørgen        | Norwegia          | +1:08,0 | 43        |
| 4.   | Marthe Kristoffersen | Norwegia          | +1:10,8 | 40        |
| 5.   | Wałentyna Szewczenko | Ukraina           | +1:13,9 | 37        |
| 6.   | Katrin Zeller        | Niemcy            | +1:19,6 | 34        |
| 7.   | Krista Lähteenmäki   | Finlandia         | +1:25,5 | 32        |
| 8.   | Liz Stephen          | Stany Zjednoczone | +1:33,0 | 30        |
| 9.   | Riitta-Liisa Roponen | Finlandia         | +1:50,9 | 28        |
| 10.  | Astrid Jacobsen      | Norwegia          | +1:54,8 | 26        |

| Msc. | Zawodniczka          | Reprezentacja | Czas      |
| ---- | -------------------- | ------------- | --------- |
| 1.   | Justyna Kowalczyk    | Polska        | 2:52:45,0 |
| 2.   | Marit Bjørgen        | Norwegia      | +28,2     |
| 3.   | Therese Johaug       | Norwegia      | +3:57,8   |
| 4.   | Krista Lähteenmäki   | Finlandia     | +6:48,6   |
| 5.   | Marthe Kristoffersen | Norwegia      | +6:55,1   |

| Msc. | Zawodniczka       | Reprezentacja | Punkty |
| ---- | ----------------- | ------------- | ------ |
| 1.   | Justyna Kowalczyk | Polska        | 244    |
| 2.   | Marit Bjørgen     | Norwegia      | 226    |
| 3.   | Charlotte Kalla   | Szwecja       | 100    |

### Mężczyźni

#### 4,0 km s. dowolnym (prolog)
29 grudnia 2011

 Oberhof, Niemcy
| Msc. | Zawodnik          | Reprezentacja | Czas   | Punkty PŚ |
| ---- | ----------------- | ------------- | ------ | --------- |
| 1.   | Petter Northug    | Norwegia      | 7:58,3 | 50        |
| 2.   | Dario Cologna     | Szwajcaria    | +0,7   | 46        |
| 3.   | Maurice Manificat | Francja       | +4,0   | 43        |
| 4.   | Marcus Hellner    | Szwecja       | +5,6   | 40        |
| 5.   | Ilja Czernousow   | Rosja         | +6,8   | 37        |
| 6.   | Alex Harvey       | Kanada        | +6,9   | 34        |
| 7.   | Aleksandr Legkow  | Rosja         | +7,3   | 32        |
| 8.   | Nikołaj Moriłow   | Rosja         | +8,6   | 30        |
| 9.   | Maksim Wylegżanin | Rosja         | +8,8   | 28        |
| 10.  | Robin Duvillard   | Francja       | +10,0  | 26        |
| . .  |                   |               |        |           |
| 45.  | Maciej Kreczmer   | Polska        | +24,3  | —         |
| 84.  | Maciej Staręga    | Polska        | +41,2  | —         |
| 95.  | Mariusz Michałek  | Polska        | +56,8  | —         |

| Msc. | Zawodnik          | Reprezentacja | Czas   |
| ---- | ----------------- | ------------- | ------ |
| 1.   | Petter Northug    | Norwegia      | 7:43,3 |
| 2.   | Dario Cologna     | Szwajcaria    | +5,7   |
| 3.   | Maurice Manificat | Francja       | +14,0  |
| 4.   | Marcus Hellner    | Szwecja       | +20,6  |
| 5.   | Ilja Czernousow   | Rosja         | +21,8  |

| Msc. | Zawodnik          | Reprezentacja | Punkty |
| ---- | ----------------- | ------------- | ------ |
| 1.   | Petter Northug    | Norwegia      | 15     |
| 2.   | Dario Cologna     | Szwajcaria    | 10     |
| 3.   | Maurice Manificat | Francja       | 5      |

#### 15 km s. klasycznym (handicap)
30 grudnia 2011

 Oberhof, Niemcy
| Msc. | Zawodnik          | Reprezentacja | Czas    | Punkty PŚ |
| ---- | ----------------- | ------------- | ------- | --------- |
| 1.   | Axel Teichmann    | Niemcy        | 38:20,0 | 50        |
| 2.   | Petter Northug    | Norwegia      | +2,3    | 46        |
| 3.   | Dario Cologna     | Szwajcaria    | +2,9    | 43        |
| 4.   | Aleksandr Legkow  | Rosja         | +4,3    | 40        |
| 5.   | Eldar Rønning     | Norwegia      | +5,3    | 37        |
| 6.   | Giorgio Di Centa  | Włochy        | +6,4    | 34        |
| 7.   | Lukáš Bauer       | Czechy        | +6,5    | 32        |
| 8.   | Ilja Czernousow   | Rosja         | +8,7    | 30        |
| 9.   | Siergiej Turyszew | Rosja         | +9,0    | 28        |
| 10.  | Jens Filbrich     | Niemcy        | +9,5    | 26        |
| . .  |                   |               |         |           |
| 77.  | Maciej Kreczmer   | Polska        | +2:52,0 | —         |
| 88.  | Maciej Staręga    | Polska        | +4:07,3 | —         |
| 92.  | Mariusz Michałek  | Polska        | +4:35,9 | —         |

| Msc. | Zawodnik         | Reprezentacja | Czas    |
| ---- | ---------------- | ------------- | ------- |
| 1.   | Axel Teichmann   | Niemcy        | 45:48.3 |
| 2.   | Petter Northug   | Norwegia      | +7,3    |
| 3.   | Dario Cologna    | Szwajcaria    | +12,9   |
| 4.   | Aleksandr Legkow | Rosja         | +19,2   |
| 5.   | Eldar Rønning    | Norwegia      | +20,3   |

| Msc. | Zawodnik          | Reprezentacja | Punkty |
| ---- | ----------------- | ------------- | ------ |
| 1.   | Petter Northug    | Norwegia      | 25     |
| 2.   | Axel Teichmann    | Niemcy        | 15     |
| 2.   | Dario Cologna     | Szwajcaria    | 15     |
| 4.   | Maurice Manificat | Francja       | 5      |

#### Sprint s. klasycznym
31 grudnia 2011

 Oberstdorf, Niemcy
| Msc.     | Zawodnik           | Reprezentacja | Czas   | Punkty PŚ |
| -------- | ------------------ | ------------- | ------ | --------- |
| 1.       | Nikita Kriukow     | Rosja         | 2:28.6 | 50        |
| 2.       | Aleksiej Pietuchow | Rosja         | +0.7   | 46        |
| 3.       | Nikołaj Moriłow    | Rosja         | +1.2   | 43        |
| 4.       | Dmitrij Japarow    | Rosja         | +1.7   | 40        |
| 5.       | Dario Cologna      | Szwajcaria    | +3.7   | 37        |
| 6.       | Petter Northug     | Norwegia      | +4.8   | 34        |
| Półfinał |                    |               |        |           |
| 7.       | Nikołaj Moriłow    | Rosja         | –      | 32        |
| 8.       | Maurice Manificat  | Francja       | –      | 30        |
| 9.       | Marcus Hellner     | Szwecja       | –      | 28        |
| 10.      | Teodor Peterson    | Szwecja       | –      | 26        |
| 11.      | Devon Kershaw      | Kanada        | –      | 24        |
| 12.      | Timo Simonlatser   | Estonia       | –      | 22        |
| . .      |                    |               |        |           |
| 42.      | Maciej Staręga     | Polska        | –      | —         |
| 55.      | Maciej Kreczmer    | Polska        | –      | —         |
| 85.      | Mariusz Michałek   | Polska        | –      | —         |

| Msc. | Zawodnik          | Reprezentacja | Czas    |
| ---- | ----------------- | ------------- | ------- |
| 1.   | Petter Northug    | Norwegia      | 47:42,0 |
| 2.   | Dario Cologna     | Szwajcaria    | +4,8    |
| 3.   | Dmitrij Japarow   | Rosja         | +14,1   |
| 4.   | Devon Kershaw     | Kanada        | +36,7   |
| 5.   | Maurice Manificat | Francja       | +38,2   |

| Msc. | Zawodnik       | Reprezentacja | Punkty |
| ---- | -------------- | ------------- | ------ |
| 1.   | Petter Northug | Norwegia      | 67     |
| 2.   | Nikita Kriukow | Rosja         | 60     |
| 3.   | Dario Cologna  | Szwajcaria    | 59     |

#### Bieg łączony na 20 km
1 stycznia 2012

 Oberstdorf, Niemcy
| Msc. | Zawodnik                | Reprezentacja | Czas    | Punkty PŚ |
| ---- | ----------------------- | ------------- | ------- | --------- |
| 1.   | Petter Northug          | Norwegia      | 50:27,3 | 50        |
| 2.   | Dario Cologna           | Szwajcaria    | +0,3    | 46        |
| 3.   | Maksim Wylegżanin       | Rosja         | +0,6    | 43        |
| 4.   | Marcus Hellner          | Szwecja       | +1,5    | 40        |
| 5.   | Kristian Tettli Rennemo | Norwegia      | +1,7    | 37        |
| 6.   | Devon Kershaw           | Kanada        | +2,6    | 34        |
| 7.   | Alex Harvey             | Kanada        | +4,9    | 32        |
| 8.   | Martin Jakš             | Czechy        | +5,0    | 28        |
| 9.   | Curdin Perl             | Szwajcaria    | +6,1    | 26        |
| 10.  | Christophe Perrillat    | Francja       | +6,5    | 24        |
| . .  |                         |               |         |           |
| 82.  | Mariusz Michałek        | Polska        | +5:25,2 | —         |
| LPD  | Maciej Staręga          | Polska        | –       | —         |
| DNS  | Maciej Kreczmer         | Polska        | –       | —         |

| Msc. | Zawodnik          | Reprezentacja | Czas      |
| ---- | ----------------- | ------------- | --------- |
| 1.   | Petter Northug    | Norwegia      | 1:37:24,3 |
| 2.   | Dario Cologna     | Szwajcaria    | +1,1      |
| 3.   | Aleksandr Legkow  | Rosja         | +52,3     |
| 4.   | Maksim Wylegżanin | Rosja         | +59,8     |
| 5.   | Devon Kershaw     | Kanada        | +1:03,3   |

| Msc. | Zawodnik       | Reprezentacja | Punkty |
| ---- | -------------- | ------------- | ------ |
| 1.   | Petter Northug | Norwegia      | 112    |
| 2.   | Dario Cologna  | Szwajcaria    | 108    |
| 3.   | Marcus Hellner | Szwecja       | 73     |

#### 5 km s. klasycznym
3 stycznia 2012

 Toblach, Włochy
| Msc. | Zawodnik          | Reprezentacja | Czas    | Punkty PŚ |
| ---- | ----------------- | ------------- | ------- | --------- |
| 1.   | Aleksandr Legkow  | Rosja         | 13:49,5 | 50        |
| 2.   | Eldar Rønning     | Norwegia      | +1,7    | 46        |
| 3.   | Dario Cologna     | Szwajcaria    | +2,0    | 43        |
| 4.   | Lukáš Bauer       | Czechy        | +3,5    | 40        |
| 5.   | Ilja Czernousow   | Rosja         | +4,0    | 37        |
| 6.   | Axel Teichmann    | Niemcy        | +6,0    | 34        |
| 7.   | Dmitrij Japarow   | Rosja         | +9,5    | 32        |
| 8.   | Nikita Kriukow    | Rosja         | +9,9    | 30        |
| 9.   | Siergiej Turyszew | Rosja         | +10,1   | 28        |
| 10.  | Fabio Pasini      | Włochy        | +12,3   | 26        |
| . .  |                   |               |         |           |
| DNS  | Mariusz Michałek  | Polska        | –       | —         |

| Msc. | Zawodnik          | Reprezentacja | Czas      |
| ---- | ----------------- | ------------- | --------- |
| 1.   | Dario Cologna     | Szwajcaria    | 1:51:11,9 |
| 2.   | Petter Northug    | Norwegia      | +15,7     |
| 3.   | Aleksandr Legkow  | Rosja         | +39,2     |
| 4.   | Maksim Wylegżanin | Rosja         | +1:14,9   |
| 5.   | Devon Kershaw     | Kanada        | +1:29,8   |

| Msc. | Zawodnik         | Reprezentacja | Punkty |
| ---- | ---------------- | ------------- | ------ |
| 1.   | Dario Cologna    | Szwajcaria    | 113    |
| 2.   | Petter Northug   | Norwegia      | 112    |
| 3.   | Aleksandr Legkow | Rosja         | 74     |

#### Sprint s. dowolnym
4 stycznia 2012

 Toblach, Włochy
| Msc.     | Zawodnik           | Reprezentacja | Czas   | Punkty PŚ |
| -------- | ------------------ | ------------- | ------ | --------- |
| 1.       | Nikołaj Moriłow    | Rosja         | 3:03,4 | 50        |
| 2.       | Petter Northug     | Norwegia      | +0,0   | 46        |
| 3.       | Dario Cologna      | Szwajcaria    | +0,3   | 43        |
| 4.       | David Hofer        | Włochy        | +0,9   | 40        |
| 5.       | Aleksiej Pietuchow | Rosja         | +0,9   | 37        |
| 6.       | Alex Harvey        | Kanada        | +1,8   | 34        |
| Półfinał |                    |               |        |           |
| 7.       | Josef Wenzl        | Niemcy        |        | 32        |
| 8.       | Emil Jönsson       | Szwecja       |        | 30        |
| 9.       | Teodor Peterson    | Szwecja       |        | 28        |
| 10.      | Dietmar Nöckler    | Włochy        |        | 26        |
| 11.      | Ilja Czernousow    | Rosja         |        | 24        |
| 12.      | Nikołaj Czebot´ko  | Kazachstan    |        | 22        |

| Msc. | Zawodnik          | Reprezentacja | Czas      |
| ---- | ----------------- | ------------- | --------- |
| 1.   | Dario Cologna     | Szwajcaria    | 1:53:15,4 |
| 2.   | Petter Northug    | Norwegia      | +13,5     |
| 3.   | Aleksandr Legkow  | Rosja         | +1:28,2   |
| 4.   | Devon Kershaw     | Kanada        | +2:06,6   |
| 5.   | Maksim Wylegżanin | Rosja         | +2:15,8   |

| Msc. | Zawodnik         | Reprezentacja | Punkty |
| ---- | ---------------- | ------------- | ------ |
| 1.   | Petter Northug   | Norwegia      | 168    |
| 2.   | Dario Cologna    | Szwajcaria    | 165    |
| 3.   | Aleksandr Legkow | Rosja         | 112    |

#### 35 km s. dowolnym
5 stycznia 2012

 Toblach, Włochy
| Msc. | Zawodnik          | Reprezentacja | Czas      | Punkty PŚ |
| ---- | ----------------- | ------------- | --------- | --------- |
| 1.   | Dario Cologna     | Szwajcaria    | 1:09:25,2 | 50        |
| 2.   | Petter Northug    | Norwegia      | +1:15,8   | 46        |
| 3.   | Aleksandr Legkow  | Rosja         | +1:16,4   | 43        |
| 4.   | Devon Kershaw     | Kanada        | +1:16,8   | 40        |
| 5.   | Marcus Hellner    | Szwecja       | +1:17,2   | 37        |
| 6.   | Maurice Manificat | Francja       | +1:18,3   | 34        |
| 7.   | Ilja Czernousow   | Rosja         | +2:51,4   | 32        |
| 8.   | Lukáš Bauer       | Czechy        | +2:51,8   | 30        |
| 9.   | Alex Harvey       | Kanada        | +2:52,8   | 28        |
| 10.  | Maksim Wylegżanin | Rosja         | +2:56,3   | 26        |

| Msc. | Zawodnik         | Reprezentacja | Czas      |
| ---- | ---------------- | ------------- | --------- |
| 1.   | Dario Cologna    | Szwajcaria    | 3:02:25,6 |
| 2.   | Petter Northug   | Norwegia      | +1:20,8   |
| 3.   | Aleksandr Legkow | Rosja         | +1:26,4   |
| 4.   | Devon Kershaw    | Kanada        | +1:31,8   |
| 5.   | Marcus Hellner   | Szwecja       | +1:32,2   |

| Msc. | Zawodnik         | Reprezentacja | Punkty |
| ---- | ---------------- | ------------- | ------ |
| 1.   | Dario Cologna    | Szwajcaria    | 180    |
| 2.   | Petter Northug   | Norwegia      | 178    |
| 3.   | Aleksandr Legkow | Rosja         | 88     |

#### 20 km s. klasycznym (bieg masowy)
7 stycznia 2012

 Val di Fiemme, Włochy
| Msc. | Zawodnik          | Reprezentacja | Czas      | Punkty PŚ |
| ---- | ----------------- | ------------- | --------- | --------- |
| 1.   | Eldar Rønning     | Norwegia      | 1:00:02,2 | 50        |
| 2.   | Alex Harvey       | Kanada        | +1,1      | 46        |
| 3.   | Dario Cologna     | Szwajcaria    | +1,3      | 43        |
| 4.   | Petter Northug    | Norwegia      | +1,5      | 40        |
| 5.   | Siergiej Turyszew | Rosja         | +2,3      | 37        |
| 6.   | Devon Kershaw     | Kanada        | +3,2      | 34        |
| 7.   | Niklas Dyrhaug    | Norwegia      | +5,1      | 32        |
| 8.   | Tobias Angerer    | Niemcy        | +5,8      | 30        |
| 9.   | Dmitrij Japarow   | Rosja         | +5,9      | 28        |
| 10.  | Tim Tscharnke     | Niemcy        | +6,4      | 26        |

| Msc. | Zawodnik       | Reprezentacja | Czas      |
| ---- | -------------- | ------------- | --------- |
| 1.   | Dario Cologna  | Szwajcaria    | 4:01:33,1 |
| 2.   | Petter Northug | Norwegia      | +1:22,0   |
| 3.   | Marcus Hellner | Szwecja       | +2:06,5   |
| 4.   | Devon Kershaw  | Kanada        | +2:06,7   |
| 5.   | Lukáš Bauer    | Czechy        | +3:35,3   |

| Msc. | Zawodnik       | Reprezentacja | Punkty |
| ---- | -------------- | ------------- | ------ |
| 1.   | Dario Cologna  | Szwajcaria    | 236    |
| 2.   | Petter Northug | Norwegia      | 233    |
| 3.   | Marcus Hellner | Szwecja       | 112    |

#### 9 km s. dowolnym (handicap)
8 stycznia 2012

 Val di Fiemme, Włochy
| Msc. | Zawodnik          | Reprezentacja | Czas    | Punkty PŚ |
| ---- | ----------------- | ------------- | ------- | --------- |
| 1.   | Aleksandr Legkow  | Rosja         | 30:38,2 | 50        |
| 2.   | Maurice Manificat | Francja       | +0,1    | 46        |
| 3.   | Marcus Hellner    | Szwecja       | +1,7    | 43        |
| 4.   | Roland Clara      | Włochy        | +16,2   | 40        |
| 5.   | Thomas Moriggl    | Włochy        | +30,7   | 37        |
| 6.   | Matti Heikkinen   | Finlandia     | +34,1   | 34        |
| 7.   | Sjur Røthe        | Norwegia      | +52,6   | 32        |
| 8.   | Lukáš Bauer       | Czechy        | +52,9   | 30        |
| 9.   | Giorgio Di Centa  | Włochy        | +57,7   | 28        |
| 10.  | Niklas Dyrhaug    | Norwegia      | +58,8   | 26        |

| Msc. | Zawodnik         | Reprezentacja | Czas      |
| ---- | ---------------- | ------------- | --------- |
| 1.   | Dario Cologna    | Szwajcaria    | 4:33:17,2 |
| 2.   | Marcus Hellner   | Szwecja       | +1:02,3   |
| 3.   | Petter Northug   | Norwegia      | +1:44,6   |
| 4.   | Devon Kershaw    | Kanada        | +2:09,4   |
| 5.   | Aleksandr Legkow | Rosja         | +2:59,1   |

| Msc. | Zawodnik       | Reprezentacja | Punkty |
| ---- | -------------- | ------------- | ------ |
| 1.   | Dario Cologna  | Szwajcaria    | 236    |
| 2.   | Petter Northug | Norwegia      | 233    |
| 3.   | Marcus Hellner | Szwecja       | 112    |